# 杨士云
楊士雲（1477年7月19日—1554年10月4日），字從龍，白族，雲南大理喜洲人，明朝學者，世稱弘山先生。

## 生平
弘治十四年（1501年）辛酉科雲貴鄉試第一名舉人。正德十二年（1517年）丁丑科進士。选庶吉士，十四年八月授工科给事中。不滿朝廷腐敗，以病告歸，回鄉耕讀。
嘉靖十七年（1538年）四月復除兵科给事中，十八年六月升户科右，闰七月升户科左，养病回籍。

## 著作
楊士雲對文學、史學、經學、天文學都有很深的研究，與李元陽、楊慎交往甚密，同時也是一名詩人，多反映民間疾苦，今存《栽秧》、《栽罷》、《見野婦挑菜》、《紫筍茶》、《旱》等詩。有《皇极天文律》、《吕咏史》诸集。著有《郡大記》、《大理府志》，有《杨弘山先生存稿》12卷。

## 家族
曾祖杨茂春。祖父杨森。父杨玹。母阳氏。具庆下。弟士霖、士震、士雷、士霓。